# Филип Виденов
Филип Виденов (роден на 12 юни 1980) е български професионален баскетболист. Понастоящем играч на Лукойл Академик. Национален състезател на България. През 2022 г. Филип Виденов става изпълнителен директор на българската федерация по Баскебол,това му допринася много успехи и длъжности за страната.

## Успехи
Асеко Проком (Гдиня):
- Шампион на Полша: (2011)
- Носител на Суперкупата на Полша: (2011)

 Текелспор (Истанбул):
- В Ол Стар на Турската суперлига: (2006)

## Външни препраки
- Филип Виденов в tblstat.net
- Филип Виденов Архив на оригинала от 2014-01-22 в Wayback Machine. в acb.com
- Филип Виденов Архив на оригинала от 2012-03-20 в Wayback Machine. в legabasket.it
- Филип Виденов в euroleague.net
- Филип Виденов в eurobasket.com
- Филип Виденов Архив на оригинала от 2017-03-01 в Wayback Machine. в fiba.com
- Филип Виденов в bgbasket.bg
- Филип Виденов в lukoilacademic.bg